# La seconda rivoluzione sessuale
La seconda rivoluzione sessuale è il quinto album in studio del gruppo musicale italiano Tre Allegri Ragazzi Morti, pubblicato nel 2007 da La Tempesta Dischi.

## Tracce
Tutte le canzoni sono dei Tre Allegri Ragazzi Morti eccetto Mio fratellino ha scoperto il rock and roll (Art Brut, traduzione e adattamento di Davide Toffolo).
1. Come ti chiami? – 2:47
2. Allegria senza fine – 3:23
3. Il mondo prima – 2:36
4. L'impegno – 3:58
5. Lorenzo piedi grandi – 3:41
6. In amore con tutti – 3:52
7. La sindrome di Bangs – 4:10
8. La sorella di mio fratello – 4:52
9. La salamandra – 2:39
10. La poesia e la merce – 3:30
11. Ninnanannapernina – 4:22
12. Mio fratellino ha scoperto il rock'n'roll (versione italiana di My Little Brother degli Art Brut) – 2:27

## Formazione
- Davide Toffolo – voce, chitarra
- Enrico Molteni – basso
- Luca Masseroni – batteria
- The Zen Circus – cori su Mio fratellino ha scoperto il rock'n'roll
- Brian Ritchie – basso acustico su Mio fratellino ha scoperto il rock'n'roll[2]

## Classifiche
| Classifica | Posizione massima |
| ---------- | ----------------- |
| Italia     | 56                |